# Carolina (dulce)
La carolina es un dulce típico de Bilbao, una tartaleta de hojaldre sobre la  que se coloca un cono de merengue sobre el cual se vierte chocolate y yema de huevo.

## Descripción
La carolina es un postre cuyos ingredientes principales son: merengue, hojaldre, yema de huevo y chocolate.

## Historia
La marquesa de Parabere incluye la receta de la carolina en su primer libro Confitería y Repostería de 1930.
El dulce lo creó un pastelero bilbaíno, con una hija a la que le gustaba mucho el merengue. La inventiva de su padre consiguió que la niña no se manchara con el merengue, poniéndolo en una cama de hojaldre.  Al parecer le gustó tanto que su padre bautizó el nuevo pastel con su nombre.[cita requerida] El nombre es también una referencia a la grúa "Karola", una popular grúa situada en el puerto de Bilbao, de metal rojo. Fue protagonista del cartel oficial de los Carnavales de Bilbao en 2009.